# 추경춘
추경춘(秋敬春, 1889년 1월 1일 ~ 1940년 2월 14일)은 대한제국 독립운동가이다. 호(號)는 전의(全義).

## 생애

### 어린 시절과 청년 시절
조선 충청도 연기군 전의면 원성리에서 출생하였으며 지난날 한때 조선 충청도 연기군 조치원읍 봉산리(忠淸南道 燕岐郡 鳥致院邑 鳳山里)에서 잠시 유아기를 보낸 적이 있는 그는 조선 충청도 연기군 전의면 신정리(忠淸南道 燕岐郡 全義面 新井里)에 거주하고 있었으며 1907년에서 1909년까지 대한제국 충청남도 연기군 소정면 예하 면서기관 직책을 2년간 지낸 그는 1919년 충청남도 연기군 전의 지방에서 전개된 대한 독립 만세 운동을 주도하였다.

### 1919년 삼월 대한 독립 만세 운동 참가 이후 독립 운동 투신
1919년 충남 연기 전의면 신정리 주민 이수욱(李秀郁)은 대한제국 고종 광무황제(大韓帝國 高宗 光武皇帝)의 인산(因山)에 참예하고자 상경하였다가 3·1 대한 독립 운동을 직접 체험하고 1919년 3월 6일 귀향하여 동지인 추경춘 그를 찾아왔다. 이들은 동지를 규합하여 대한 독립 만세 운동 거사를 계획하고 3월 13일 충청남도 연기군 전의(忠淸南道 燕岐郡 全義) 장날 거사하기로 합의하였다.
그리하여 목판으로 태극기 약 150매를 찍어내어 당일에 이를 숨겨가지고 장터의 통로인 갈정리(葛井里) 고개에서 장꾼들에게 나누어 주었다. 그런 뒤에 그는 장터 한복판에서 연설을 한 후 대한 독립 만세를 선창하였고 장꾼들은 저마다 태극기를 꺼내어 흔들면서 '대한 독립 만세'를 고창하고 이어서 장터를 누비며 대한 독립 만세 시위 행진을 벌였다. 이때 그는 주동자로 일경에 피체되었다.
그리하여 1919년 4월 9일 충청남도 공주지방법원에서 소위 보안법 위반으로 징역 1년 2개월형을 언도받고 항고하였으나 5월 9일 경성복심법원과 6월 7일 경성고등법원에서 각각 기각되어 옥고를 치렀다.
1920년 5월에 출감한 그는 그 후 1920년 10월에 중화민국 대륙 본토를 건너가 1920년 11월에서 1925년 12월까지 국민정부 중화민국 대륙 본토 장쑤 성 상하이 주재 대한민국 임시정부 예하 한국독립당 국가민족자치행정특보위원 직위를 지내었으며 1925년 12월에 한국독립당 탈당을 한 후 중화민국 대륙 본토 남쪽 땅에 홀로 진주하여 1928년 중화민국 광둥 성 광저우를 거쳐 1929년 홍콩에 잠시 망명 정주하였고 1932년 홍콩을 떠나 조선국 본토 고국에 귀국하였으며 충청남도 서천군 한산면 동산리 객저에서 별저로써 거주하였다.

### 만년
1938년 충청남도 서천군 한산면 동산리 객저를 처분하고 떠난 후 충청남도 연기군 향리로 귀향하여 1940년 충청남도 연기군 조치원읍 평리에서 병사하였다.

## 사후
대한민국 정부에서는 고인의 공훈을 기리고자 1990년 3월 1일을 기하여 대한민국 건국훈장 애족장을 추서하였다.